# Filipe da Costa
Filipe Gui Paradela Maciel da Costa (* 30. August 1984 in Lissabon) ist ein ehemaliger portugiesischer Fußballspieler. Er bestritt insgesamt 74 Spiele in der griechischen Super League, der bulgarischen A Grupa, der portugiesischen Primeira Liga und der zyprischen First Division. Im Jahr 2009 gewann er mit Lewski Sofia die bulgarische Meisterschaft.

## Karriere
Da Costa begann seine Karriere in der Jugend von Benfica Lissabon, den er 2001 leihweise Richtung FC Amora verließ. 2002 kam er zum ersten Mal in den Kader einer ersten Mannschaft, als er beim Sporting Braga unter Vertrag stand, jedoch kam er zu keinem Einsatz. Das gleiche Schicksal erreichte ihn in Italien bei AC Reggiana und US Tolentino. Erst ab Januar 2005, als er bei Ionikos Nikea in der höchsten griechischen Spielklasse spielte, kam er zu Einsätzen in der ersten Mannschaft. Nikea wurde Neunter der Super League. Nach den Plätzen zehn und zwölf verließ er Ionikos und wechselte innerhalb der Liga leihweise zu AE Larisa. Der Verein wurde Zehnter, zudem wurde man griechischer Pokalsieger.
Für Anfang der Saison 2007/08 unterschrieb er beim englischen Traditionsklub Leeds United, wo er in der dritthöchsten englischen Spielklasse zu vier Einsätzen kam. Im Sommer 2008 wechselte er nach Rumänien zum FC Timișoara, der ihn nach der Verpflichtung wieder aus dem Kader strich, da sich da Costa verletzte. Daraufhin ging er nach Bulgarien und spielte er im Herbst bei ZSKA Sofia. Im Frühjahr wechselte er zum Lokalrivalen Lewski Sofia. Der Verein wurde Meister, der Mittelfeldspieler kam zu acht Einsätzen.
Danach kehrte er in die Heimat zurück und unterschrieb bei Nacional Funchal. Nach nur zwei Spielen und einer gelben Karte wurde er an GD Estoril Praia verkauft. Im Sommer 2010 kehrte er nach Madeira zurück und stand wieder im Kader von Nacional. Im Jahr 2012 wechselte er erneut nach Griechenland und spielt in den folgenden Jahren zumeist in der zweiten griechischen Liga, der Football League. Im Jahr 2017 beendete er seine Laufbahn.

## Erfolge
- griechischer Pokalsieger: 2007
- bulgarischer Meister: 2009